# Warhammer Online: Age of Reckoning
Warhammer Online: Age of Reckoning — відеогра жанру MMORPG, заснована на вигаданому світі Warhammer Fantasy від Games Workshop. Розроблена Mythic Entertainment, гра була одночасно випущена у Північній та Південній Америці, Європі, Азії та Австралії 18 вересня 2008 року для Microsoft Windows і Mac OS X. Age of Reckoning було офіційно закрито 18 грудня 2013 у зв'язку з суперечностями із Games Workshop з приводу ліцензії.
Гра мала free-to-play спін-офф Warhammer Online: Wrath of Heroes, який вийшов у відкрите бета-тестування 10 квітня 2012, але 29 березня 2013 закрили і цю гру.

## Ігровий процес
Всі битви Warhammer Online об'єднані в кампанію із захоплення земель противника. Кінцевою метою є підібратися до ворожої столиці й захопити її. Всі ігрові раси складають протиборчі сторони Порядку (Імперія, дворфи, Вищі ельфи) і Руйнування (орки і гобліни, Хаос, Темні ельфи).
Територія кожної з рас має по три фронти боротьби з сусідами, а кожен фронт поділений на чотири рівні (англ. Tier), які відповідають рівню розвитку персонажів і мають різну кількість локацій. Перший ярус являє собою прості RvR битви, де гравцям належить виконувати певні завдання на полі бою, другий — битви біля стін цитаделей, третій — за стінами цитаделі і четвертий — облоги ворожих фортець. За участь в битвах гравці отримують певну кількість очок досвіду (англ. experience points), визнання (англ. renown points), а також грошову винагороду. Крім того з трупів можна зібрати автоматично генеровані корисні предмети. У міру накопичення досвіду герой збільшує свої характеристики, а його зовнішність змінюється.
Прогрес Порядку чи Руйнування залежить від загальних очок слави (англ. victory points), які гравець дає, воюючи чи виконуючи квести. Для захоплення територій слід захопити фортеці або форти, які їх захищають. При цьому дозволяється застосовувати облогову техніку, як тарани і гармати.
Кожна раса має чотири архетипи на вибір гравця, які відповідають класам в інших подібних іграх: Боєць, Рейнджер, Танк, Підтримка. Гравці можуть поглянути інформацію про світ гри і статистику персонажа в «Томі знань» (Tome of Knowledge — ToK).

## Оцінки і відгуки
| Агрегатор    | Оцінка |
| ------------ | ------ |
| GameRankings | 87 %   |
| Metacritic   | 86 %   |

| Видання                    | Оцінка |
| -------------------------- | ------ |
| 1Up.com                    | A-     |
| Eurogamer                  | 8/10   |
| Game Informer              | 8/10   |
| GameSpot                   | 8.5/10 |
| GameSpy                    | 5/5    |
| PC Gamer (Велика Британія) | 8.8/10 |
| PC Gamer (США)             | 86 %   |

Warhammer Online зібрала в більшості позитивні відгуки, заробивши сукупні оцінки у 86 % на агрегаторі Metacritic і 87 % на GameRankings.
GameSpy відзначили «хороший старт досвіду однієї з найкращих MMO, який ми мали за останні часи». Оглядачі з GameSpot написали: «квестери і дослідники можуть не знайти того, що шукають, і деякі принципи ігрової системи не діють так добре, як могли б. Однак, тут є більш ніж захопливий PvP контент для залучення однаково як новачків, так і ветеранів до безкінечної жорстокої війни між силами Порядку і Руйнування».
Станом на 30 вересня 2008 року WAR було продано в кількості 1.2 млн. копій з 800000 зареєстрованих користувачів У жовтні 2008 Mythic Entertainment оголосили, що у Warhammer Online грають близько 750000 людей.

## Припинення підтримки
Warhammer Online перестала підтримуватися 18 грудня 2013 року [Архівовано 28 березня 2008 у Wayback Machine.]. На даний момент функціонує емулятор гри, створена на основі ігрового клієнту версії 1.4.8 фанатами оригінальної гри — «Return of reckoning».